# Зелений вогонь (роман)
«Зелений вогонь» (англ. Green Fire) — науково-фантастичний роман американського письменника Джона Тейна  (псевдонім Еріка Темпла Белла). Опублікований 1928 року видавництвом E. P. Dutton. Роман було адаптовано та переписано під п'єсу.

## Сюжет
Роман розповідає про дві корпорації, які конкурують між собою у розвитку потужності атомної енергії. Незалежні лабораторії працюють над удосконаленням людства, а об'єднана влада працює задля особистого впливу. Природа поступово знищується, а Джеймс Фергюсон, лідер Незалежних, дізнається, що директор компанії Об'єднаних Євич досяг своєї мети. Туманності в космосі позначаються зеленуватим мерехтінням, а потім знищуються. Макроберт, який раніше відхилив будь-які пропозиції Корпорації, приєднується до Незалежних. Він приєднується до Євича вчасно, щоб запобігти руйнуванням.

## Відгуки
Басіл Девенпорт, в огляді роману на сторінках Нью-Йорк таймс, звинуватив роман у «психологічній грубості», але зазначив, що «Зелений вогонь» також відзначається «яскравими концепціями та дуелями влади зі справжньою непердбачуваністю».
Еверетт Ф. Блейлер звинуватив роман у дефектах, включаючи «погану експозицію», проте зазначив, що Євлич був змодельований з Ніколи Тесли, але назвав дані про його ранні роки життя «захоплюючими».